# Gigantic (jeu vidéo)
Pour les articles homonymes, voir Gigantic.
Gigantic est un jeu de tir à la troisième personne multiplateforme free-to-play en ligne développé par la société Motiga et édité par Microsoft. Il s'agit d'un jeu d'arène de batailles en ligne multijoueur (MOBA) non-traditionnel, où les joueurs contrôlent des « héros » se battant aux côtés d'un personnage non-joueur (PNJ) géant , le « Gardien ». Les héros doivent protéger leur Gardien, ainsi que leur équipe, tout en essayant de vaincre l'équipe adverse et son Gardien.
Le jeu est prévu pour sortir sur Windows 10 et Xbox One en 2017. Après une version alpha fermée lancée le 17 décembre 2014, la beta fermée du jeu a commencé le 28 août 2015 sur PC et Xbox One. Depuis le 8 décembre 2016, le jeu est disponible en accès libre sur Xbox One et PC à travers une bêta ouverte, notamment distribuée via le programme d'accès anticipé Game Preview. A l'occasion de ce lancement, Motiga annonce la sortie d'un Pack Fondateur contenant de nombreux avantages, comme l'accès immédiat à tous les héros disponibles du jeu.
À la suite du rachat de Motiga par Perfect World, Gigantic est lancé sur Arc (plateforme de jeux de Perfect World) le 22 juin 2017. Gigantic est lancé sur Steam le 20 juillet 2017, lors du lancement du jeu. La version Steam utilise le client Arc.
À la suite de la fermeture de Motiga en novembre 2017, le jeu n'a pas tout de suite été arrêté pour être développé par une petite équipe réduite aux côtés de Perfect World. Cependant, le jeu n'ayant pas assez de joueurs et de succès, après la mise à jour du 31 janvier 2018, il est annoncé que Gigantic s'arrêtera le 31 juillet 2018. Cependant, le jeu n'est plus jouable depuis le 28 juillet 2018, soit trois jours avant.

## Système de jeu
Le jeu articule une équipe de cinq « héros » autour d'une créature géante magique, connue sous le nom de « Gardien ». Leur but est de détruire le Gardien adverse.
Les joueurs doivent faire monter le score de leur équipe en tuant les héros adverses et en capturant des points de contrôle situés sur la carte du jeu. Pour conquérir ces zones, ils peuvent faire appel à des PNJ alliés, capables autant de défendre le lieu seuls que d'offrir un soutien (soin, améliorations temporaires) aux héros contrôlés par les joueurs, ou encore de dévoiler une partie de la carte.
Au fil du jeu et de la montée du score, les Gardiens respectifs progressent sur la carte pour se rencontrer à divers moments de la partie. Lorsque cela arrive, les deux Gardiens commencent un combat dont l'issue est décidée par le plus haut score d'équipe. Dès lors, la victoire d'un Gardien offre à son équipe une fenêtre d'attaque au cours de laquelle les joueurs doivent partir à l'assaut du Gardien adverse pour espérer gagner la partie.
Tout en reprenant certains codes du genre MOBA, Gigantic ne se définit pas comme tel. La base d'une équipe, représentée par le gardien, est capable de combattre et d'évoluer sur le terrain. Il n'existe pas non plus plusieurs chemins principaux (lanes), mais un seul reliant les deux bases et une multitude de plus petits traversant la carte. Le rythme du jeu est rendu plus dynamique par le contrôle au clavier et la possibilité de sauter, d'autant plus que les joueurs sont volontairement limités à 4 capacités (une d'attaque, deux spéciales et une ultime), elles-mêmes soumises à des temps de rechargement.
Une particularité supplémentaire du jeu ne se retrouve que lorsque la partie dépasse les 15 minutes : la zone de jeu est alors rétrécie pour permettre un gameplay plus vif, les joueurs étant alors très vite jetés dans l'action.
Le jeu offre 16 héros jouables, chacun ayant ses propres capacités et façon de jouer différente. Ainsi, si l'on retrouve les genres de joueurs habituels (heal, DPS, tank), deux héros du même genre ne se jouent pas forcément de la même manière.
Un mode spectateur de partie a été annoncé, mais n'a pas été rendu disponible dans la version beta par manque de temps.

## Développement
Le jeu faisait partie du programme Xbox Game Preview, et de ce fait n'est arrivé sur Steam que au lancement du jeu. Après que Perfect World ait racheté Motiga et lancé le jeu sur Arc, ils ont fait en sorte de promouvoir le jeu sur la plateforme et non sur le Windows Store. Le jeu a eu droit à un doublage en français. Après le 31 janvier 2018 jusqu'à l'arrêt du jeu, tous les héros étaient jouables gratuitement, ainsi que le nouveau et dernier héros, T-Mat.